# ACAZ T-2
De ACAZ T-2 was een Belgisch vliegtuig en 's werelds eerste eendekker compleet gemaakt van metaal. 
De T-2 was ontworpen door Alfred Renard en Emile Allard in 1924, maar ondanks dat het toestel zijn tijd ver vooruit was, toonde niemand interesse, en is het toestel nooit in productie genomen. Slechts één vliegtuig werd gebouwd.